# Neoprolochus
Neoprolochus is een monotypisch geslacht van spinnen uit de  familie van de Tetragnathidae (Strekspinnen).

## Soort
- Neoprolochus jacobsoni Reimoser, 1927